# Maliattha fuliginosa
Maliattha fuliginosa là một loài bướm đêm trong họ Noctuidae.